# Кемерон Говісон
Кемерон Говісон (англ. Cameron Howieson, нар. 22 грудня 1994, Бленем) — новозеландський футболіст, півзахисник клубу «Окленд Сіті».
Виступав, зокрема, за «Бернлі», а також національну збірну Нової Зеландії.

## Клубна кар'єра

### Рання кар'єра
Говісон почав свою кар'єру в «Мосгейл АФК», при цьому протягом двох років відвідував отазьку середню школу для хлопчиків, пізніше в 2010 році він переїхав у Лінкольн, щоб грати в Азіатсько-Тихоокеанській академії футболу. Він був помічений футбольним скаутом Гремом Макманном — колишнім тренером юнацької команди «Бернлі» — під час гри в рамках острівного турніру до 14 років у Тімару. Макманн і далі відстежував прогрес в академії протягом двох років (де він працював скаутом). Макманн зв'язався з керівництвом «Бернлі», яке погодилося приділити Говісону тиждень для перегляду в квітні 2011 року. Він справив миттєве враження на тренерський штаб клубу, забивши два голи у спаринговому матчі проти «Карлайл Юнайтед».

### Велика Британія
Після успішного проходження перегляду Говісон підписав дворічний контракт юніора з «Бернлі» в липні 2011 року. Він забив свій перший гол за молодіжну команду в листопаді 2011 року, його команда здобула розгромну перемогу з рахунком 6:1 над суперниками з «Престон Норт Енд». Говісон став більш відомим після того, як забив два голи у чвертьфіналі Молодіжного кубку Англії у ворота «Фулгема» в лютому 2012 року, чим допоміг «бордовим» пройти в півфінал вперше з 1978 року. Його виступи в МКА в березні 2012 року привернуло увагу «Ньюкасл Юнайтеда» та «Ліверпуля».
29 березня 2012 року Говісон підписав професійний контракт з «Бернлі» на два з половиною роки. 31 березня Говісон потрапив у заявку на гру «Бернлі» з «Портсмутом», йому було дано номер 32, проте, він так і залишився на лаві запасних. Він дебютував три дні потому, матч закінчився поразкою з рахунком 3:1 від «Бірмінгем Сіті» в Чемпіонаті Футбольної ліги, він замінив Джоша Макквойда на 84-й хвилині. Тим не менш, він став наймолодшим новозеландцем у футбольній лізі віком 17 років та 103 днів, побивши попередній рекорд на 22 дні, встановлений Крісом Вудом з «Вест Бромвіч Альбіон» у квітні 2009 року. Крім того, він став наймолодшим гравцем в «Бернлі» за останню чверть століття.
21 лютого 2013 року він приєднався до клубу Першої ліги, «Донкастер Роверз» на правах оренди до кінця сезону.
У квітні 2015 року, не зумівши закріпитися в першій команді «Бернлі», Говісон не отримав пропозиції нового контракту і покинув клуб.
24 липня 2015 року Говісон приєднався до шотландського клубу «Сент-Міррен», підписавши річний контракт. Він був звільнений в кінці сезону 2015/16.

### Повернення в Нову Зеландію
Говісон повернувся в Нову Зеландію у вересні 2016 року, підписавши контракт з «Тім Веллінгтоном» з чемпіонату Новій Зеландії.
10 січня 2017 року він перейшов в «Окленд Сіті» і в першому ж сезоні виграв з командою Лігу чемпіонів ОФК. Станом на 6 грудня 2017 відіграв за команду з Окленда 12 матчів в національному чемпіонаті.

## Виступи за збірні
Говісон народився в Новій Зеландії, його батько має шотландське походження, а у матері — коріння Самоа. У відповідності з правилами ФІФА він моіг представляти Нову Зеландію, Шотландію, Англію і Самоа. 
У січні 2011 року Говісон був викликаний в юнацьку збірну Нової Зеландії на Кубок ОФК U-17 2011, організований Новою Зеландією. Він забив головою у першій грі Нової Зеландії на турнірі, зробивши внесок у перемогу з рахунком 5:1 над Вануату. Він брав участь в останніх трьох іграх групи, і Нова Зеландія вийшла у фінал. Вони виграли свій четвертий подібний трофей, перемігши Таїті з рахунком 2:0 у фіналі, а Говісон забив зі штрафного з 30 метрів. 
У зв'язку з перемогою на турнірі Нова Зеландія вийшла на юнацький чемпіонат світу 2011 року в Мексиці. Говісон був у складі команди і брав участь у всіх трьох іграх групи, і Нова Зеландія вийшла в 1/8 фіналу. Нова Зеландія в кінцевому підсумку була вибита Японією після поразки з рахунком 6:0, а Говісон був дискваліфікований за дві жовті картки на груповому етапі. 
У 2012 році Говісон отримав пропозицію від скаутів Шотландської футбольної асоціації змінити футбольне громадянство на шотландське, але Кемерон заявив, що він хоче представляти Нову Зеландію на молодіжному чемпіонаті світу 2015 року, який відбудеться в його рідній країні.
14 травня 2012 року Говісон був викликаний в національну збірну Нової Зеландії для майбутнього відбіркового турніру на чемпіонат світу 2014 року. 24 травня 2012 року Говісон вийшов на заміну на 72-й хвилині у міжнародному товариському матчі проти збірної Сальвадору. Він також зіграв на Кубку націй ОФК 2012 року, на якому команда здобула бронзові нагороди, вийшовши на заміну в другому таймі матчу з Соломоновими островами. 
21 червня 2012 року Говісон був викликаний в збірну Нової Зеландії до 23 років на літні Олімпійські ігри 2012 у Лондоні. Кемерон грав у всіх трьох матчах Нової Зеландії на турнірі, виходячи на поле на заміну, включаючи повний тайм гри зі збірною Бразилії, яка закінчилася поразкою з рахунком 3:0. Нова Зеландія вилетіла з групи, набравши всього 1 очко, завдяки нічиїй 1:1 з Єгиптом.

## Титули і досягнення
- Переможець Юнацького чемпіонату ОФК: 2011
- Бронзовий призер Кубка націй ОФК: 2012
- Переможець Молодіжного чемпіонату ОФК: 2013